# Finanza

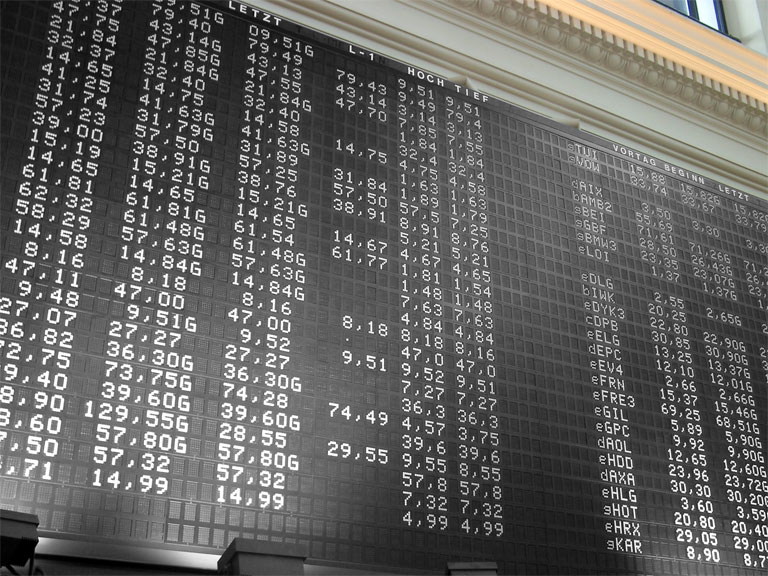
Tabellone all'interno di una borsa valori.

La finanza è la disciplina economica che studia le operazioni e le scelte di investimento e finanziamento, soffermando l'analisi sul lato prettamente tecnico, cioè prezzatura (pricing), copertura (hedging) e valutazione delle attività oggetto dell'investimento o finanziamento.

## Storia
La finanza data le sue origini sin dai tempi antichi e si intreccia con lo sviluppo della contabilità e soprattutto del denaro in moneta come superamento del baratto. Dopo i primi importanti sviluppi durante l'antichità e nello stato romano, un salto enorme lo si fece durante il rinascimento, con lo sviluppo del sistema bancario sia a Firenze che nelle Province Unite: Francesco Datini a fine '300 viene ritenuto l'inventore della cambiale, il fondatore della probabilmente prima vera banca al mondo (la Compagnia del Banco) e dell'utilizzo della chiocciola; sul versante della negoziazione di valori, la borsa di Anversa fu la prima al mondo, aperta nel 1531. La bolla dei tulipani negli anni '30 del Seicento fu uno dei primi esempi di bolle speculative dell'epoca moderna. A metà Seicento la Svezia si ritrovò a corto di metalli preziosi e così cominciò a produrre le prime banconote, arrivando a fondare nel 1668 la prima banca pubblica e nazionale al mondo, la Riksbank.

## Descrizione
La finanza (dal latino finis "fine, scopo") si occupa degli strumenti finanziari (o prodotti finanziari), per mezzo dei quali avvengono gli scambi di flussi di denaro tra individui, imprese e Stati, e dei mercati sui quali tali strumenti finanziari vengono negoziati al fine di trasferire le risorse economiche dagli individui in surplus a quelli in deficit.
Rispetto ad un investimento produttivo, un investimento finanziario non è necessariamente finalizzato alla creazione di ricchezza reale, anzi negli ultimi decenni si è assistito ad una imponente scalata finanziaria che ha superato il Pil globale. Dal 1980 anno in cui gli attivi finanziari globali equivalevano all'incirca al PIL del mondo, la crescita del settore finanziario ha continuato a crescere superando di misure lo stesso Pil (ad esempio nel 2008 equivaleva a 21,4 volte il Pil mondiale). Esiste un dibattito di etica della finanza, legato all'ipotesi che la finanza sia un gioco a somma zero, capace quindi solo di spostare denaro fra soggetti economici, piuttosto che un gioco a somma positiva (in grado di creare ricchezza) - c'è chi dubita che oltre allo spartire una "torta" di valori lo scambio finanziario possa ingrandirla.
(Adair Turner, 2010, presidente Financial Services Authority britannica.)

## Ambito di attività
L'attività finanziaria può essere ricondotta a vari campi, settori ed applicazioni, ad esempio si può parlare di:
- finanza personale, che concerne la pianificazione finanziaria di debiti e crediti che fanno capo al singolo soggetto;
- finanza aziendale, che si occupa della ricerca e selezione di fonti finanziare e dell'investimento delle risorse da parte delle imprese;
- finanza commerciale, che si occupa di gestire il preciso campo del commercio nazionale e internazionale nel caso delle esportazioni;
- finanza pubblica, riguardante le tematiche della ricerca e dell'impiego di risorse finanziarie da parte della pubblica amministrazione;
- finanza internazionale, che tocca il tema dei flussi di denaro scambiati tra paesi (per operazioni sia finanziarie sia operative tra individui, imprese e pubbliche amministrazioni internazionali).

### Finanza personale
- - Decisioni di risparmio, investimento, indebitamento e previdenza complementare;
  - Gestione e valutazione degli investimenti;
  - Mercati finanziari, strumenti finanziari, e istituzioni finanziarie;
  - Il quadro di rendimento del rischio e l'identificazione dell'appropriato tasso di sconto dei beni;
  - Valutazione dei beni/asset - sconto di rilevanti flussi di cassa; valutazione relativa; valutazione contingente.
  - L'allocazione ottimale dei fondi (In cosa investire - Quanto investire - Quando investire);

### Finanza di impresa
- - Finanziamento a equity (azioni) o a debito (obbligazioni, prestiti) di una società (incluse le startup tramite angel investor, fondi di venture capital e hedge fund)
  - Preventivo del flusso di cassa e gestione del Capitale circolante netto;
  - Comparazione di proposte alternative;
  - Amministrazione della liquidità e relativi criteri monetari (tassi interesse bancari). Area denominata storicamente tesoreria;
  - Previsione e analisi del rischio;
  - Ottenimento dei fondi - fonti di debito (lungo, medio o breve termine) o di capitale (nel senso di proprietà) - struttura ottimale del capitale;
  - Allocazione dei fondi su investimenti di capitale a lungo termine, rispetto all'ottimizzazione del flusso di cassa a breve termine
  - Politica dei dividendi.

### Finanza pubblica
- - Identificazione delle spese richieste da un'entità del settore pubblico;
  - Fonte(i) di reddito di tale entità;
  - Processo di preventivazione;
  - Politica monetaria.